# Desmeplagioecia pastiliformae
Desmeplagioecia pastiliformae är en mossdjursart som beskrevs av Gontar 2009. Desmeplagioecia pastiliformae ingår i släktet Desmeplagioecia och familjen Diastoporidae. Inga underarter finns listade i Catalogue of Life.